# Batu Ampar (Lintang Kanan)
Batu Ampar is een bestuurslaag in het regentschap Empat Lawang van de provincie Zuid-Sumatra, Indonesië. Batu Ampar telt 1135 inwoners (volkstelling 2010).